# Sos (Francia)
Sos è un comune francese di 723 abitanti situato nel dipartimento del Lot e Garonna nella regione della Nuova Aquitania.

## Storia
Sos, l'antica Sotium, era la capitale del popolo gallico dei Soziati, sottomessi da Giulio Cesare nella sua campagna di Gallia.

## Società

### Evoluzione demografica
Abitanti censiti